# بوب هاتون
بوب هاتون (بالإنجليزية: Bob Hatton)‏ هو لاعب كرة قدم بريطاني، ولد في 10 أبريل 1947 في كينغستون أبون هال في المملكة المتحدة. لعب مع برمنغهام سيتي وبولتون واندررز وشيفيلد يونايتد وكارديف سيتي ونادي بلاكبول ونادي دوندالك ونادي كارلايل يونايتد ونادي لوتون تاون ونادي ميدلزبره ونادي نورثامبتون تاون ووولفرهامبتون واندررز.